# Urtaca
 Urtaca  là một xã ở tỉnh Haute-Corsetrên đảo Corse, Pháp. Xã này có diện tích 31,26 km², dân số năm 1999 là 172 người. Khu vực này có độ cao trung bình 380 mét trên mực nước biển.